# Brian Little
Brian Little (né le 25 novembre 1953 à Newcastle upon Tyne dans le Tyne and Wear), est un footballeur international anglais qui évoluait au poste d'attaquant, avant de devenir ensuite entraîneur.

## Biographie

### Carrière de joueur
Brian Little réalise l'intégralité de sa carrière avec l'équipe d'Aston Villa. Il dispute avec ce club, 247 matchs en championnat, inscrivant 60 buts.
Il inscrit 20 buts en deuxième division lors de la saison 1974-1975, et 14 buts en première division lors de la saison 1976-1977.
Il dispute avec Aston Villa neuf matchs en Coupe de l'UEFA, inscrivant trois buts. Il est quart de finaliste de cette compétition en 1978, en étant éliminé par le FC Barcelone.
Il reçoit une sélection en équipe d'Angleterre, le 21 mai 1975, contre le Pays de Galles, dans le cadre du British Home Championship (match nul 2-2 à Londres).

### Carrière d'entraîneur
Après avoir raccroché les crampons, il entraîne plusieurs clubs anglais, notamment Leicester City, Aston Villa, et les Tranmere Rovers. Il entraîne également une équipe galloise.
Il dirige un total de 144 matchs en Premier League.

## Palmarès

### Palmarès de joueur
Aston Villa
| - Championnat d'Angleterre D2 : - Vice-champion : 1974-75. - Meilleur buteur : 1974-75 (20 buts). - Championnat d'Angleterre D3 (1) : - Champion : 1971-72. |  | - Coupe de la Ligue (2) : - Vainqueur : 1974-75 et 1976-77. - Finaliste : 1970-71. - Charity Shield : - Finaliste : 1972. |

### Palmarès d'entraîneur
Aston Villa
- Coupe de la Ligue anglaise (1) :
  - Vainqueur : 1995-96.